# SK Hranice
Sportovní klub Hranice w skrócie SK Hranice – czeski klub piłkarski, grający w MSFL, mający siedzibę w mieście Hranice.

## Historia
Klub został założony w 1920 roku. W latach 1980–1991 grał w czwartej lidze czechosłowackiej, a w 1991 roku awansował do trzeciej ligi. Po rozpadzie Czechosłowacji grał w Moravskoslezskej fotbalovej lidze. Spadł z niej w sezonie 2000/2001. W sezonie 2002/2003 ponownie grał w Moravskoslezskej lidze. W sezonie 2006/2007 spadł do Morawsko-Śląskiej Dywizji E. 

## Historyczne nazwy
- 1920 – SK Hranice (Sportovní klub Hranice)
- 1922 – rozwiązanie klubu
- 1928 – wznowienie działalności
- 1929 – FOS Hranice (Footballový odbor Old skautů Hranice)
- 1933 – FK Hranice (Footballový klub Hranice)
- 1939 – ČSK Hranice (Český sportovní klub Hranice)
- 1941 – KUNZ Hranice
- 1948 – JTO Sokol Hranice (Jednotná tělovýchovná organisace Sokol Hranice)
- 1949 – ZSJ Sokol Sigma KUNZ Hranice (Závodní sokolská jednota Sigma KUNZ Hranice)
- 1953 – DSO Spartak ROH Hranice (Dobrovolná sportovní organisace Spartak Revoluční odborové hnutí Hranice)
- 1957 – TJ Spartak Hranice (Tělovýchovná jednota Spartak Hranice)
- 1960 – TJ Sigma Hranice (Tělovýchovná jednota Sigma Hranice)
- 1994 – SK Sigma Hranice (Sportovní klub Sigma Hranice)
- 1995 – SK KUNZ Hranice (Sportovní klub KUNZ Hranice)
- 1996 – SK Hranice (Sportovní klub Hranice)

## Stadion
Domowe mecze klub rozgrywa na stadionie o nazwie Stadion SK Hranice, położonym w mieście Hranice. Stadion może pomieścić 6000 widzów.